# Danil Andrejewitsch Stepanow
Danil Andrejewitsch Stepanow (russisch Данил Андреевич Степанов; * 25. Januar 2000 in Kasan) ist ein russischer Fußballspieler.

## Karriere

### Verein
Stepanow begann seine Karriere bei Rubin Kasan. Im Dezember 2018 debütierte er gegen Zenit St. Petersburg für die Profis von Rubin in der Premjer-Liga. Bis zum Ende der Saison 2018/19 kam er zu zehn Einsätzen im Oberhaus für Kasan. In der Saison 2019/20 kam er zu neun Einsätzen in der Premjer-Liga. Zur Saison 2020/21 wurde er an den Ligakonkurrenten Rotor Wolgograd verliehen. Während der Leihe kam er zu 22 Einsätzen für Rotor, mit dem Team stieg er zu Saisonende aber aus dem Oberhaus ab.
Zur Saison 2021/22 wurde Stepanow innerhalb der Liga an Arsenal Tula weiterverliehen. Noch während der laufenden Saison wurde er im Dezember 2021 fest von Arsenal verpflichtet. Für Tula kam er in jener Spielzeit zu 28 Einsätzen in der Premjer-Liga, aus der er mit dem Klub zu Saisonende aber abstieg. In der Saison 2022/23 kam er dann zu 13 Einsätzen in der Perwenstwo FNL.
Zur Saison 2023/24 schloss Stepanow sich dem Ligakonkurrenten FK Chimki an. Für Chimki kam er der Verteidiger zu 32 Zweitligaeinsätzen, ehe er mit dem Klub zu Saisonende in die Premjer-Liga aufstieg.

### Nationalmannschaft
Stepanow absolvierte zwischen 2016 und 2017 elf Partien für die russischen U-17-Auswahl. Zwischen 2019 und 2021 lief er zwölfmal im U-21-Team auf.